# Staunton sakk-készlet

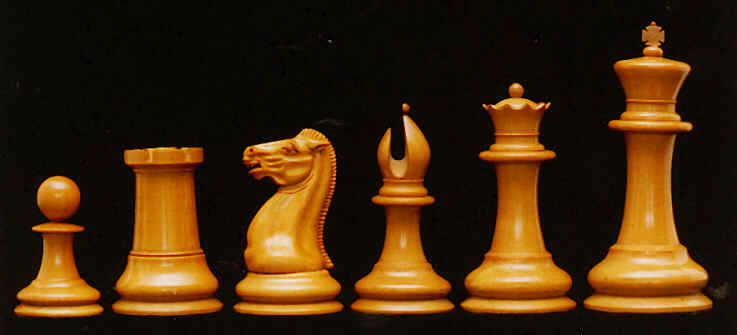
A Staunton-készlet figurái, balról jobbra: gyalog, bástya, huszár, futó, vezér, király.

A Staunton sakk-készlet a hivatalos sakkversenyeken használt szabványos sakkfigurakészlet.
1849. szeptember 29. óta használják, előtte nem volt szabványos figurakészlet, ami olykor nehézségeket okozott a figurák felismerésében.
Megtervezését hagyományosan az angol Nathanial Cooknak tulajdonítják, de újabb nézetek szerint a valódi alkotó sógora, John Jaques lehetett. A készletet mindenesetre Cook szabadalmaztatta 1849. március 1-jén.
Nevét Howard Staunton angol sakkmesterről kapta, akit az 1840-es években a világ legerősebb sakkjátékosának tartottak. Cook a The Illustrated London News című magazin szerkesztője volt, amelyben Stauntonnak sakkrovata volt, és kérésére a sakkmester magára vállalta a készlet reklámozását. 
Az elkészült első 500 készletet Staunton aláírta és megszámozta. Az első gyártó a Jaques of London, a világ legrégibb ma is létező sportszergyártó cége volt.

## Előzmények

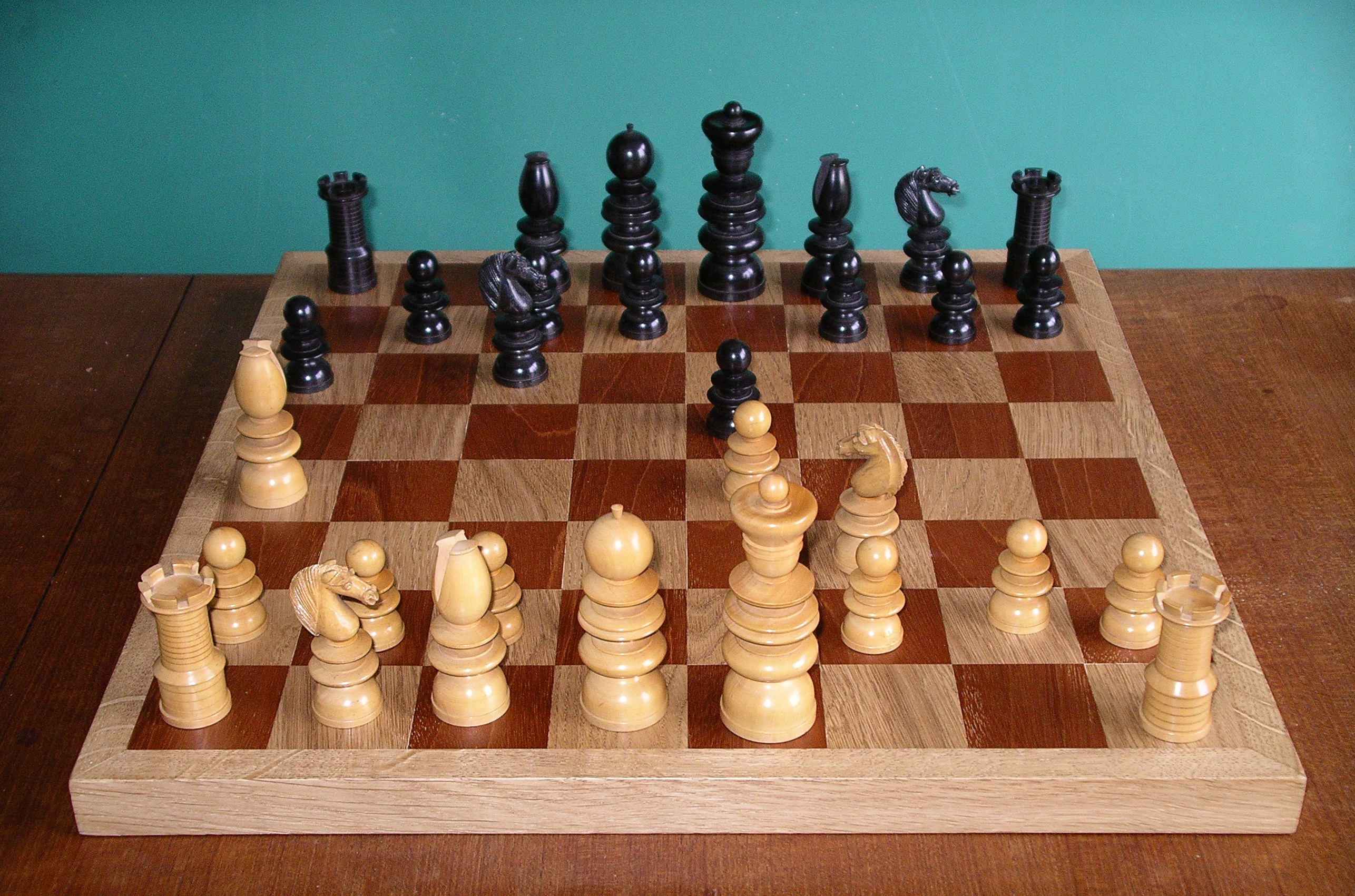
Szent György sakk-készlet

A 18. század végén és a 19. század elején megélénkült az érdeklődés a sakkjáték iránt, egyre gyakoribbak lettek a különböző nemzetek játékosai közti mérkőzések.
Mindezek nyomán született meg az az igény, hogy létezzen egy általánosan elfogadott sakkfigurakészlet. A 15. században született hagyományos forma ugyanis a következő évszázadokban számos változatot és stílust öltött, ami időnként megnehezítette az olyan játékosok dolgát, akik nem az általuk általában használt készlettel kényszerültek játszani, sőt a játszmák végeredményét is befolyásolhatta.
Egyik-másik régi típusú készlet ma is használatban van (de nem a versenyeken).
A Staunton készlet előtt használt legismertebb készletek: 
- Barleycorn sakk-készlet.
- Szent György sakk-készlet.
- Francia régens sakk-készlet (amely nevét a párizsi Régence kávéházról kapta).
- Selenus sakk-készlet (amelyet Európában használtak).
- Lewisi sakk-készlet. 12. században készült készletet. Gyanta másolatok kaphatóak.

## Kialakításuk
Az első Staunton-készletek ébenfából és buxusból készült figuráit ólomsúllyal tették stabilabbá és minden bábu alját nemezzel borították be. Készültek készletek afrikai elefántcsontból is. A király mérete 3,5-4,5 hüvelyk (kb. 8,9-11,4 cm) között volt és a készleteket caron-pierre táskában bocsátották ki, amelyeken rajta állt Staunton aláírásának másolata.

## Modern Staunton-készlet, műanyag

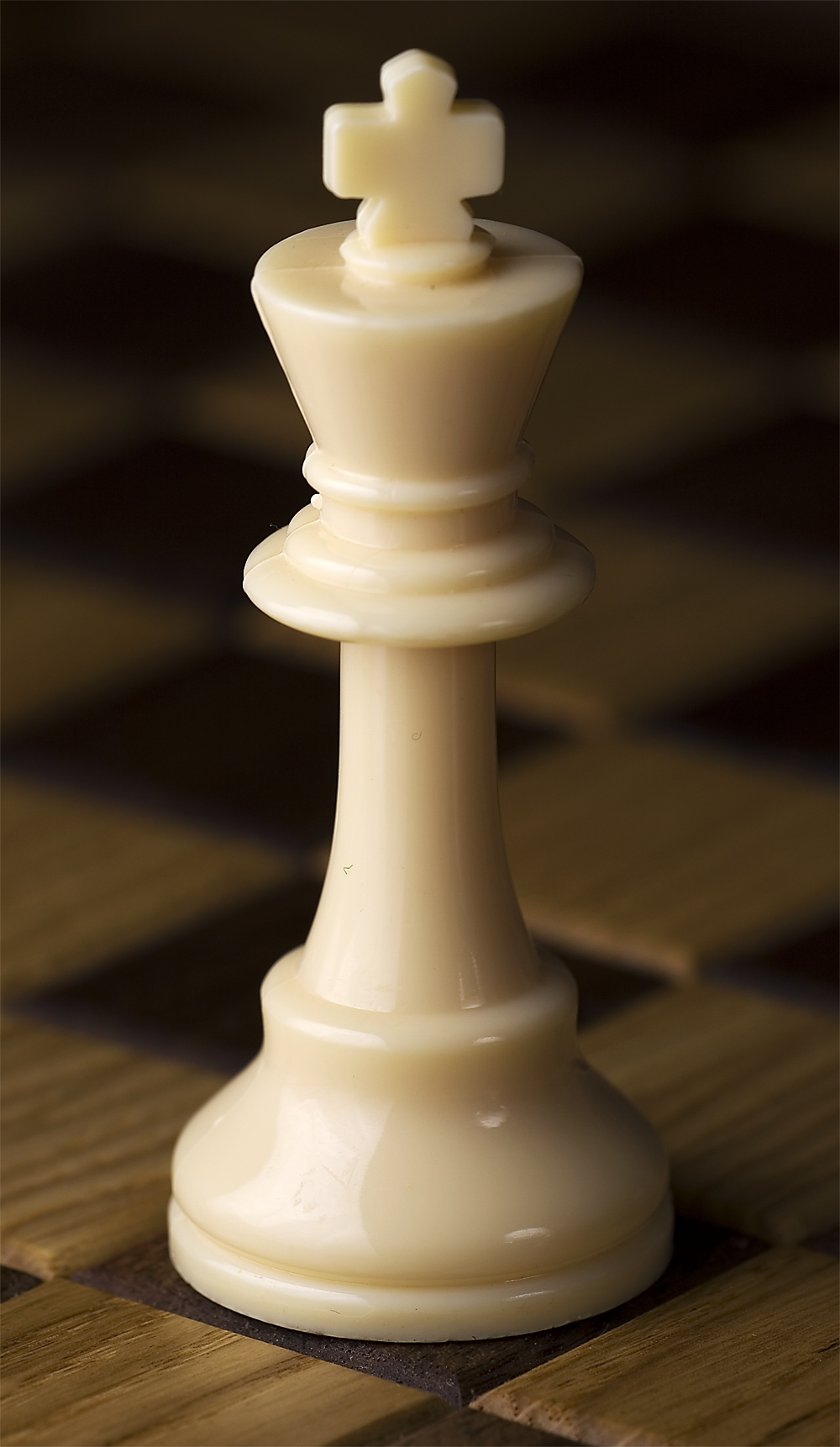
Világos király
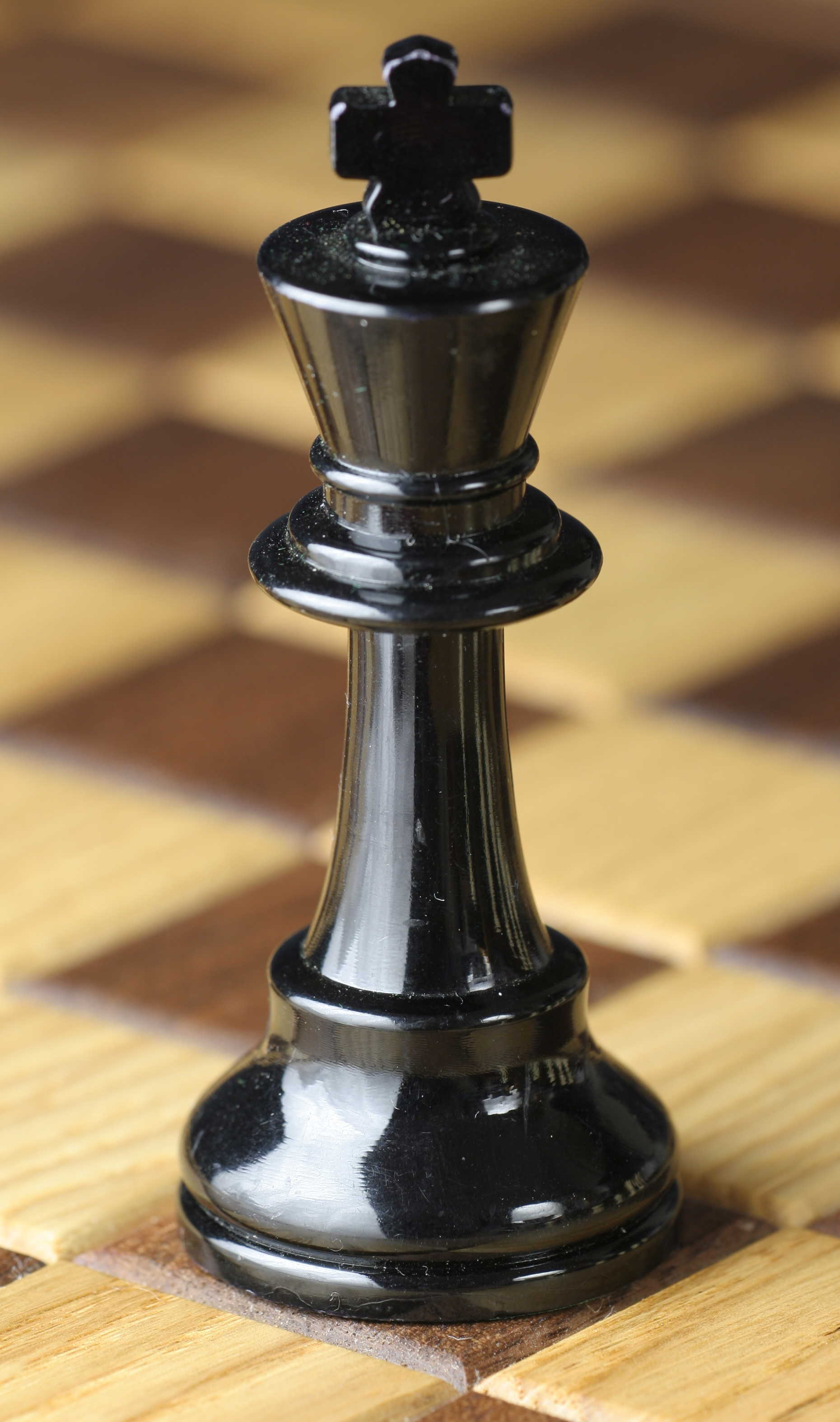
Sötét király
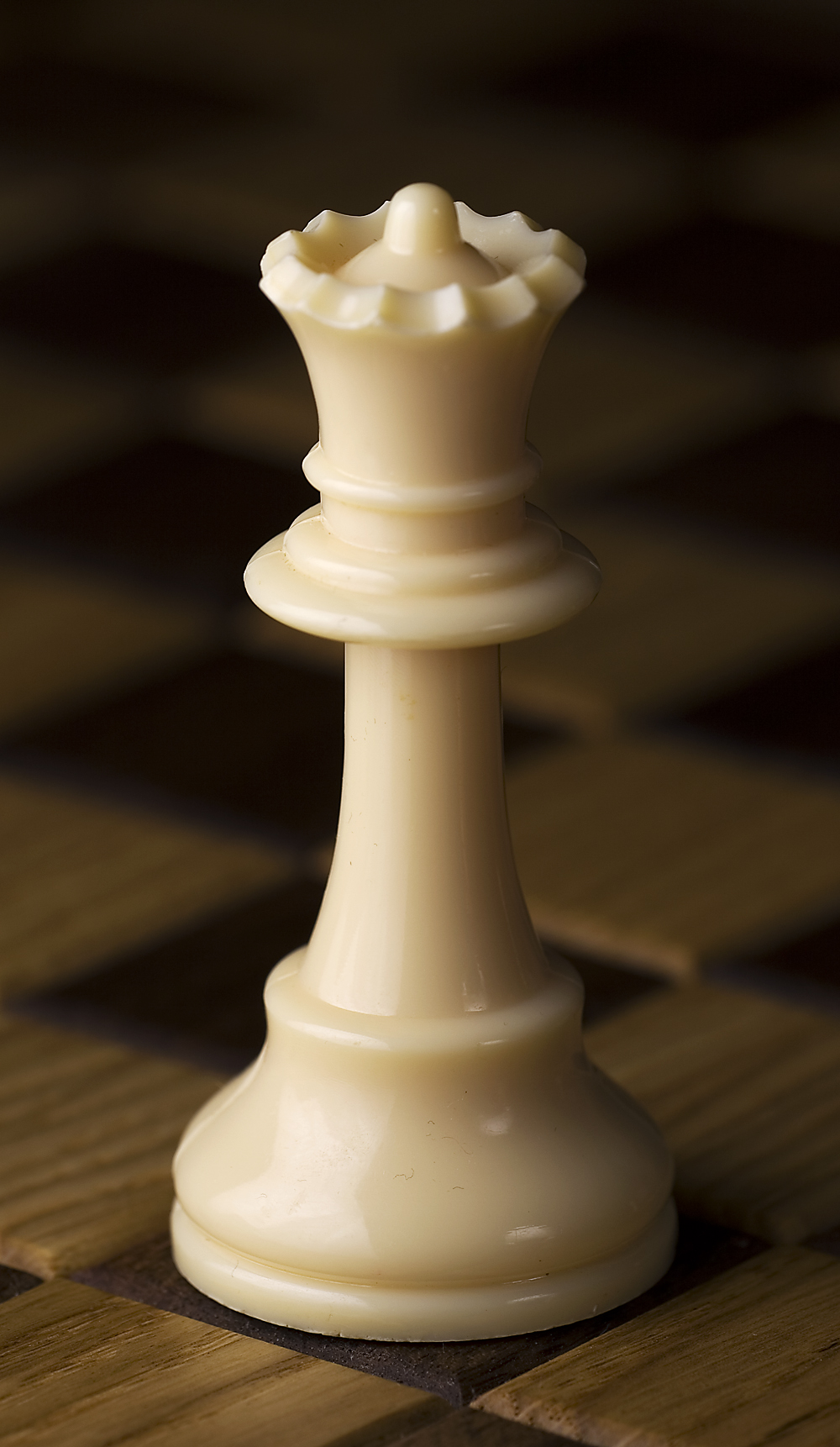
Világos vezér
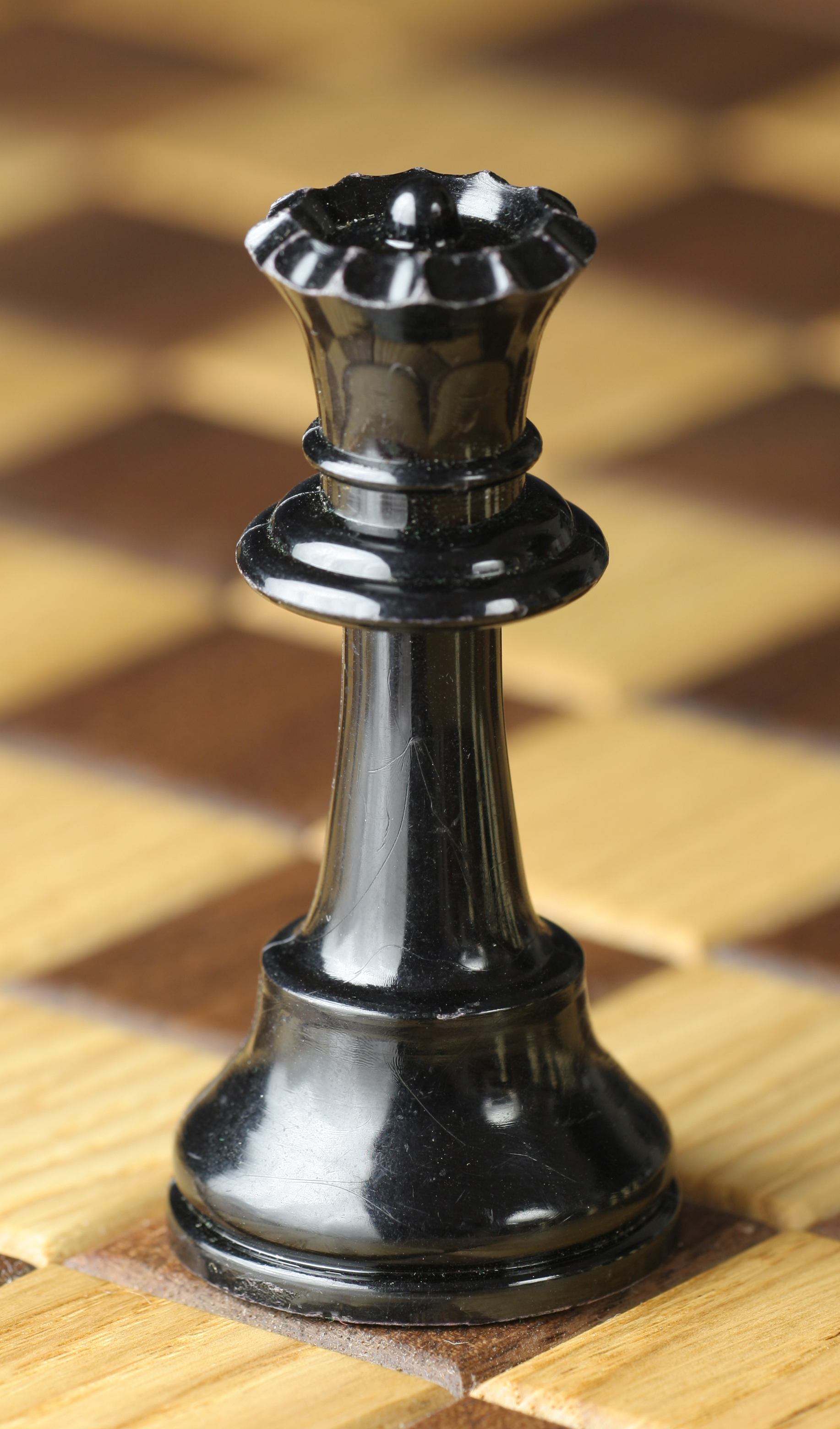
Sötét vezér
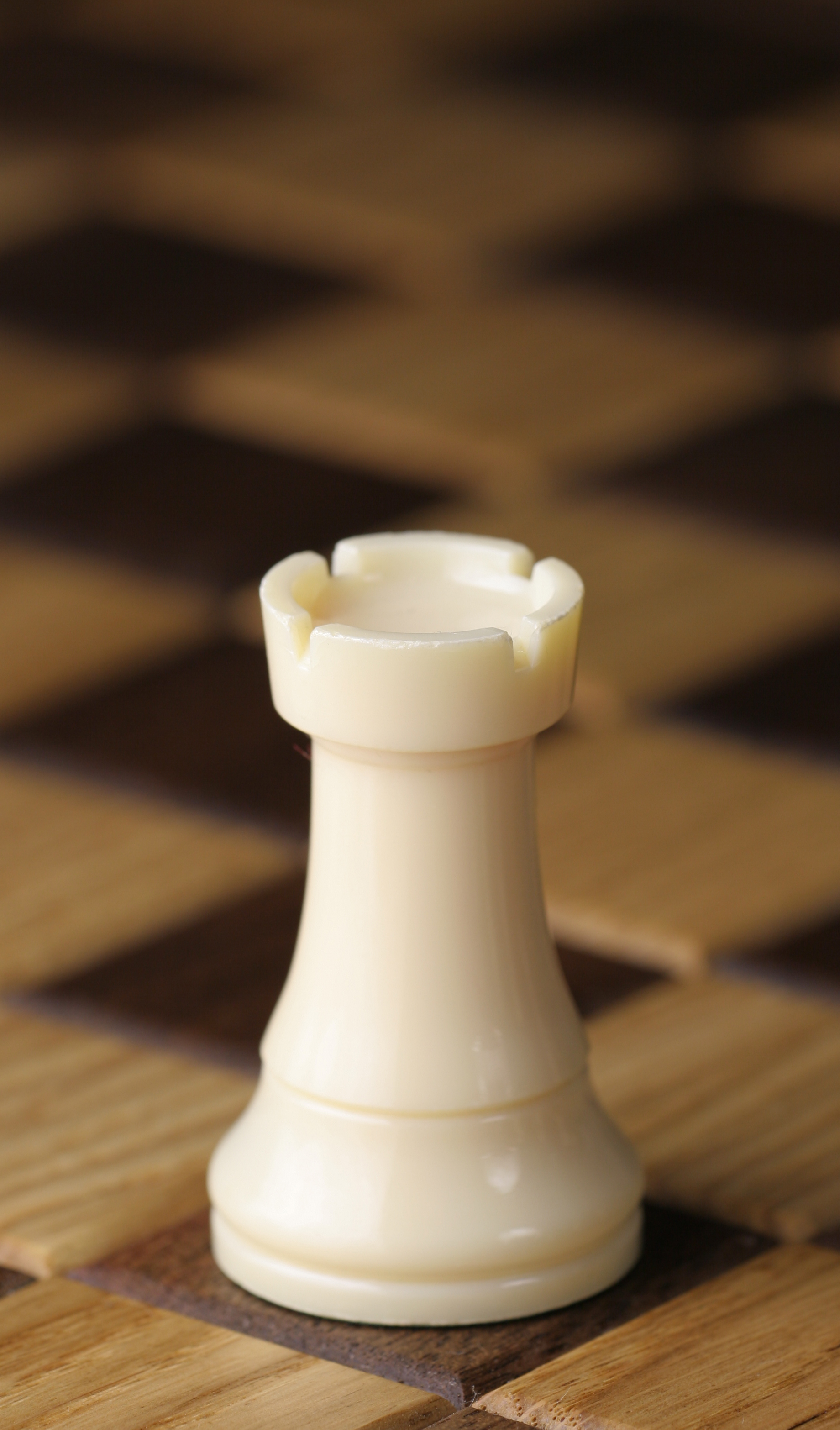
Világos bástya
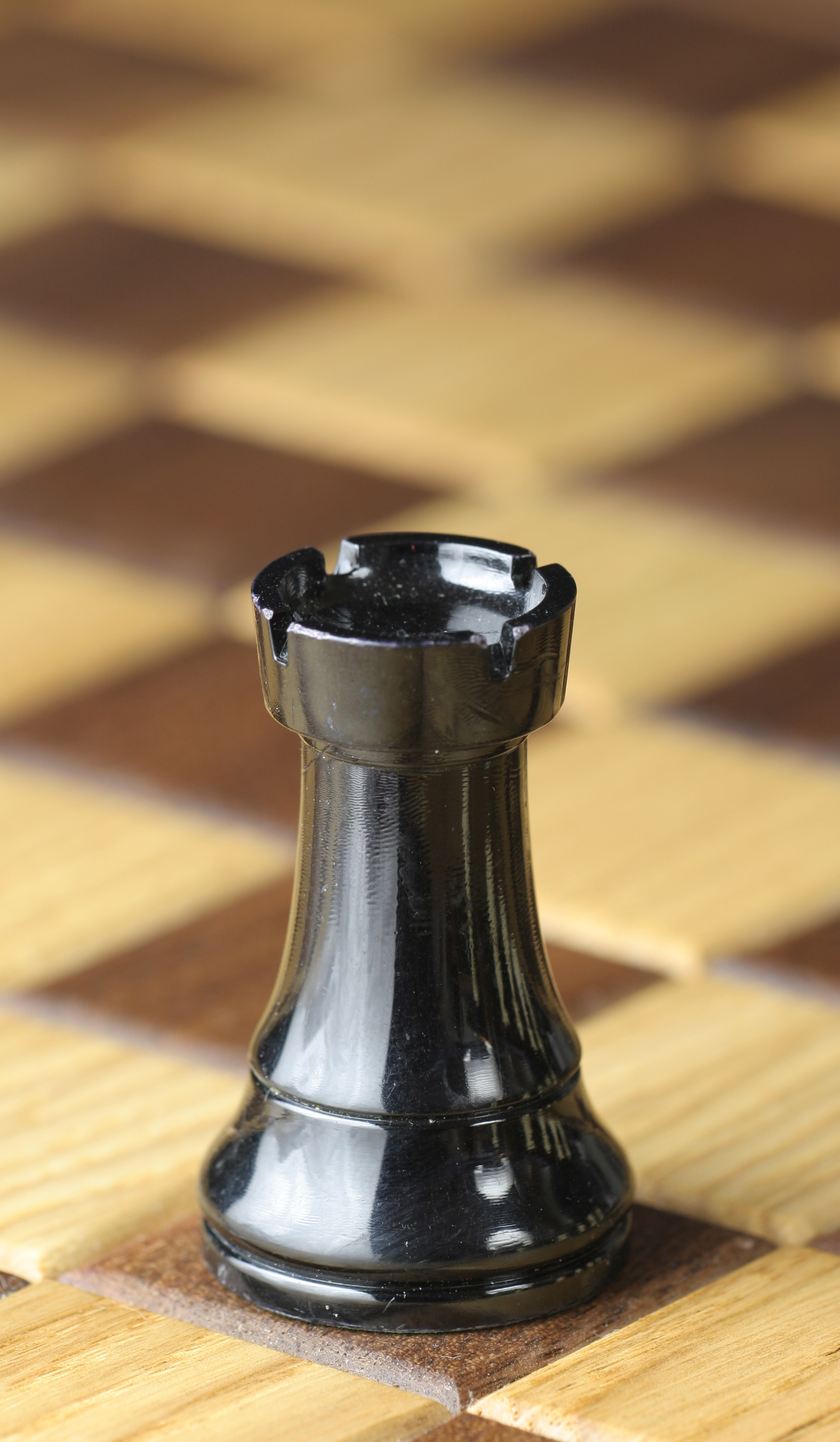
Sötét bástya
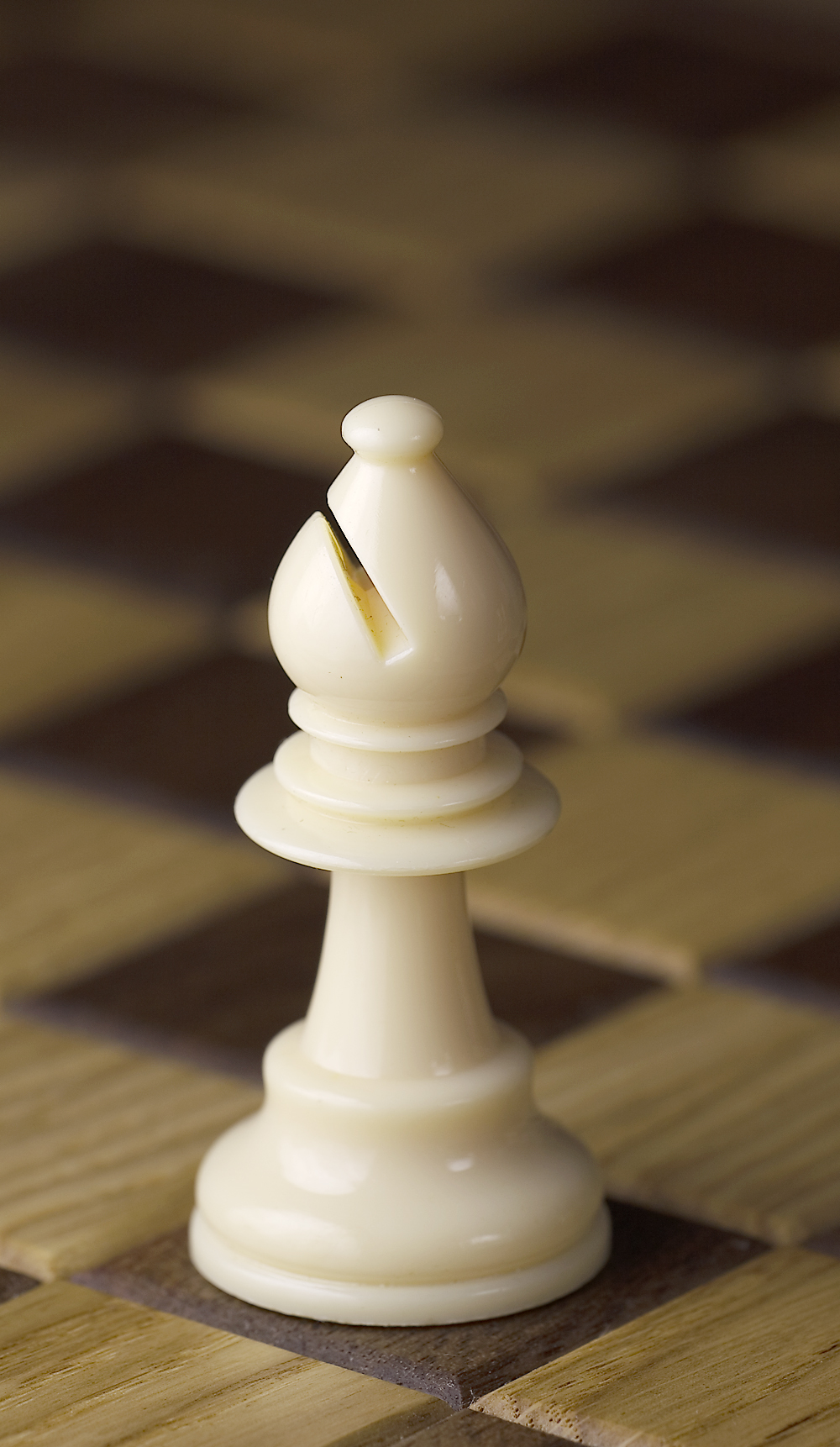
Világos futó
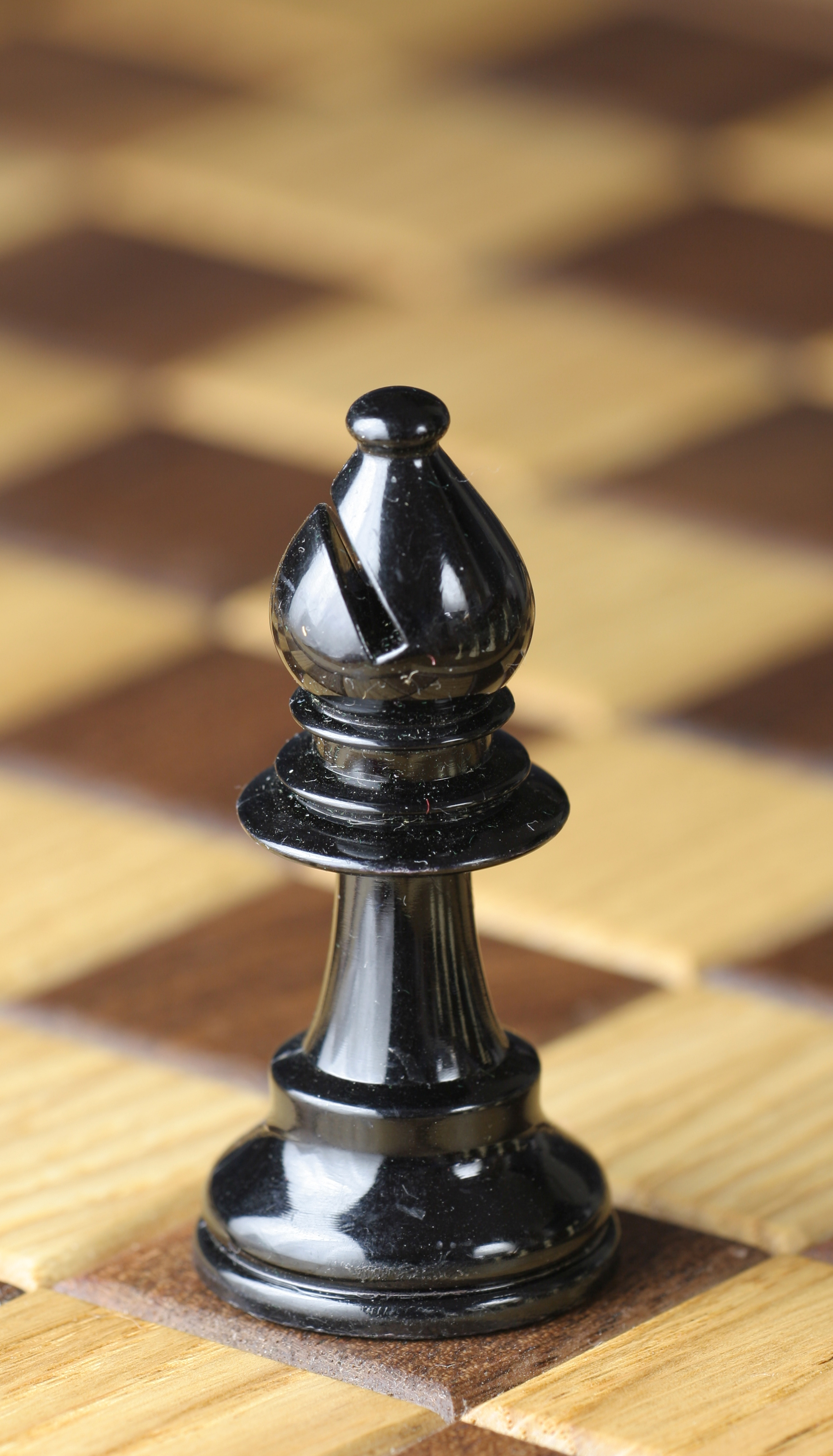
Sötét futó
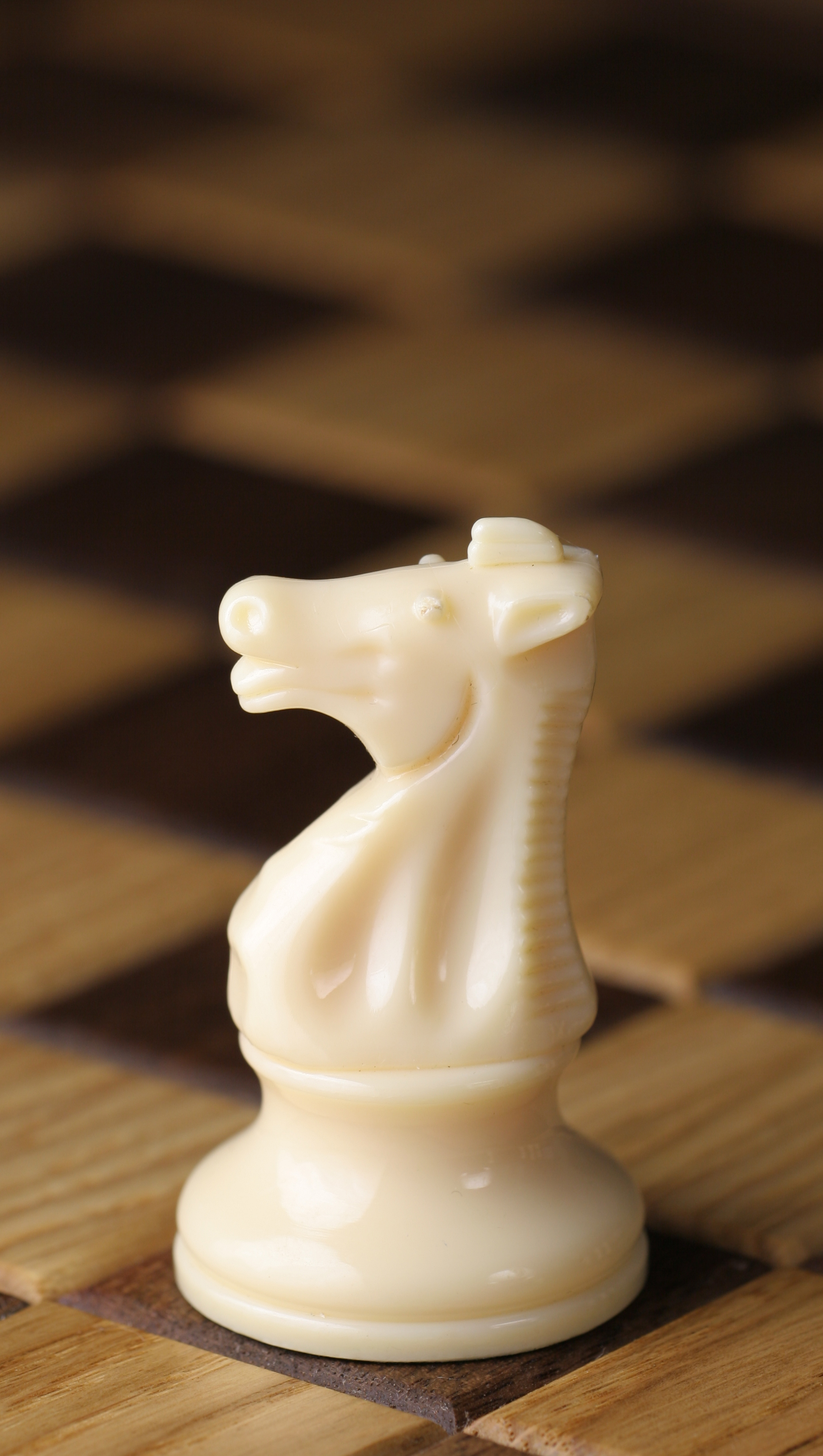
Világos huszár
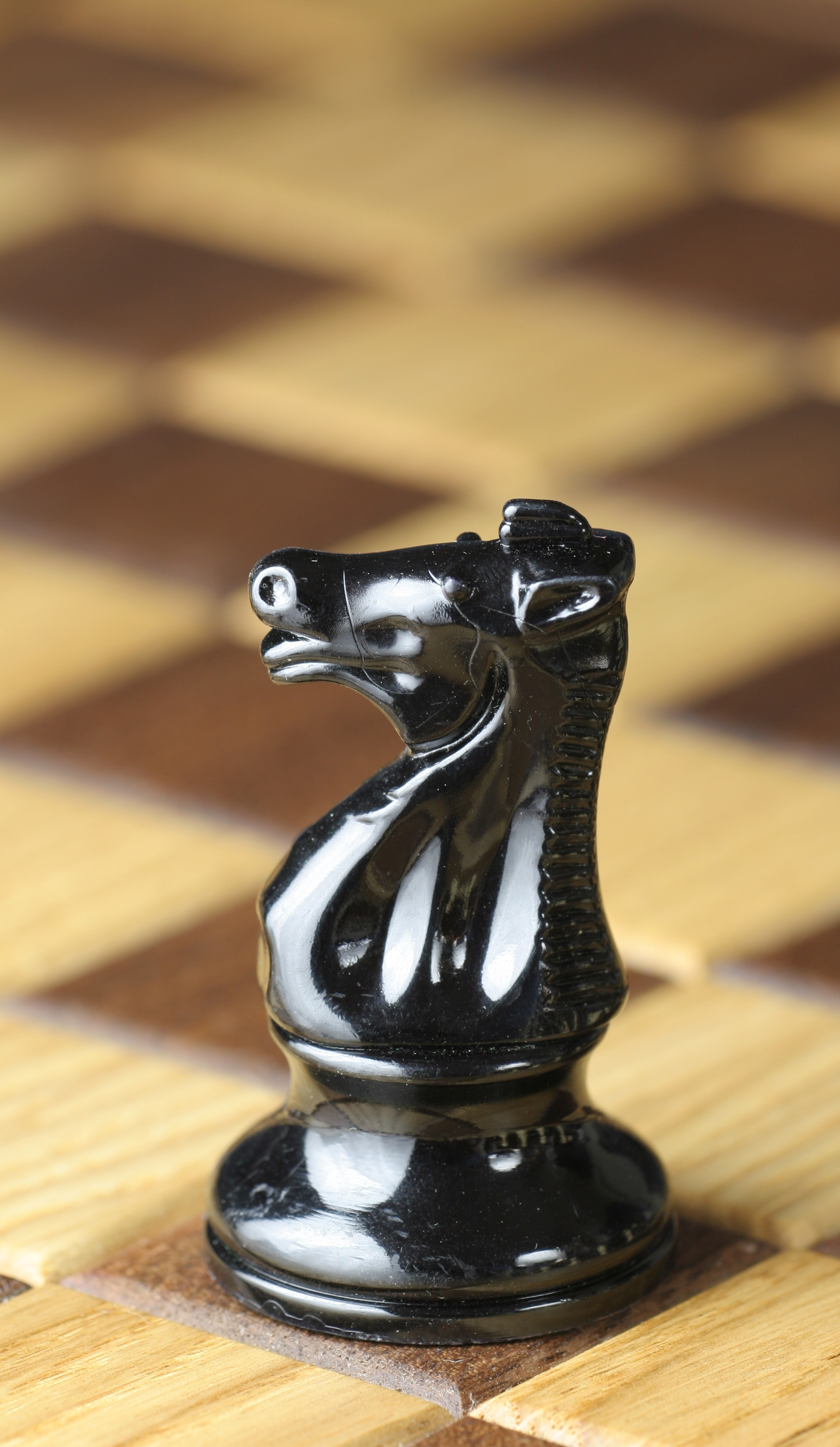
Sötét huszár
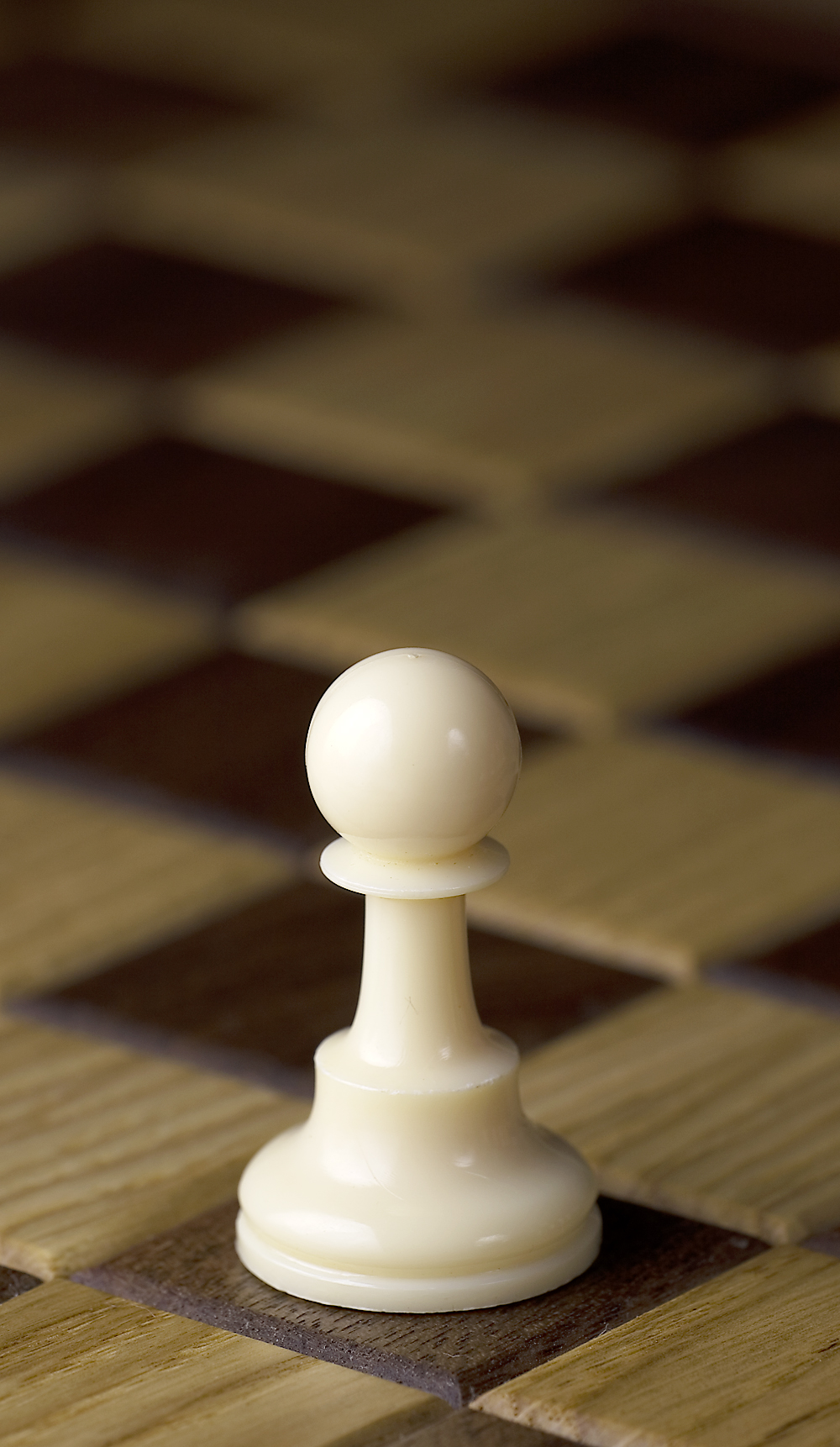
Világos gyalog
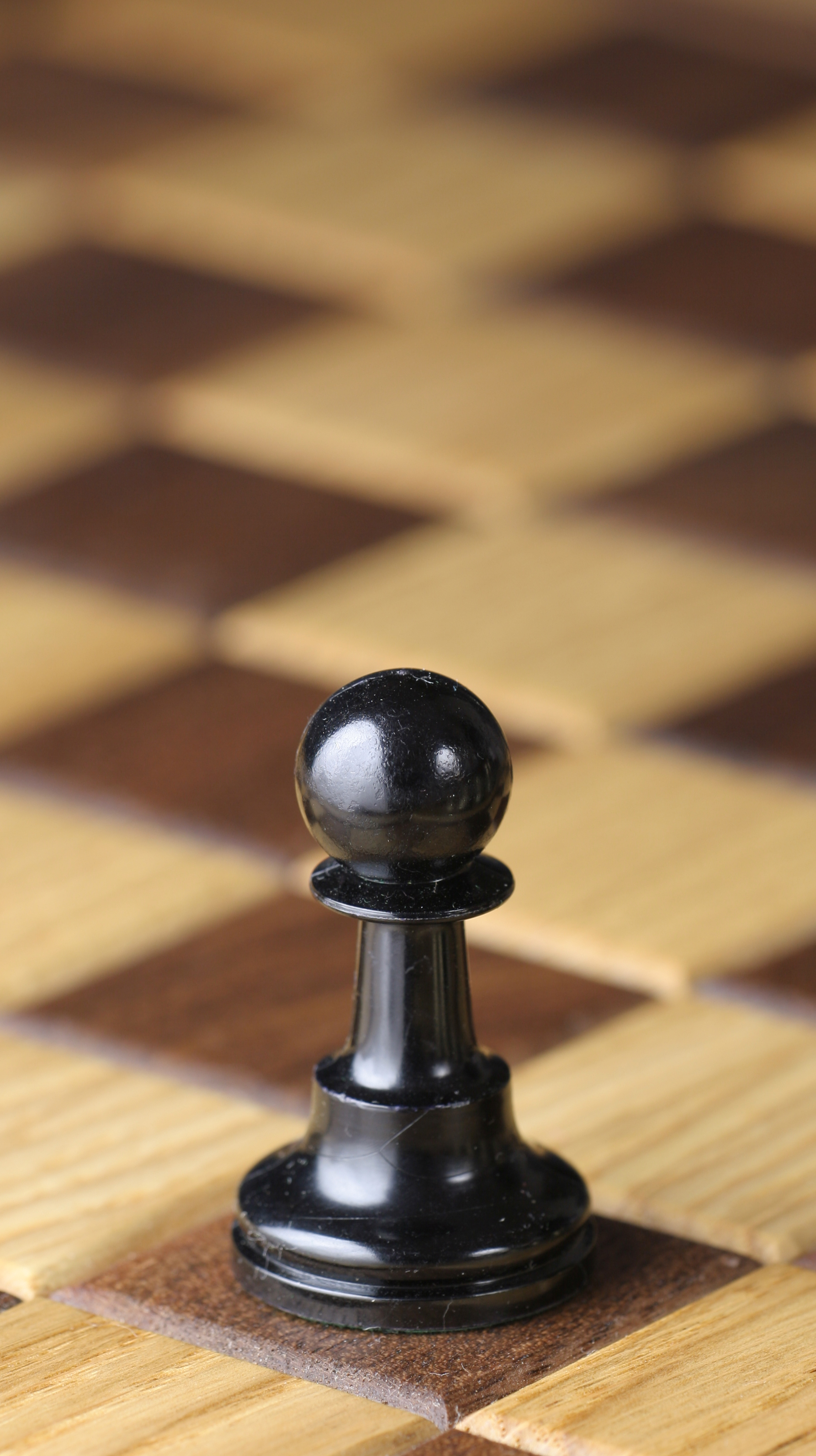
Sötét gyalog

## Külső hivatkozások
- Bill Wall: Staunton chess set
- House of Staunton: History of Staunton chess sets
- House of Staunton: Chess Museum
- Jaques of London
- Styles of sets 1700-1849
- dedicated Jaques Staunton site